# Tour de Catalogne 1994
Le Tour de Catalogne 1994 est la 74e édition du Tour de Catalogne, une course cycliste par étapes en Espagne. L’épreuve se déroule sur 7 étapes du 8 au 14 septembre 1994 sur un total de 978,4 km. Le vainqueur final est l'Italien Claudio Chiappucci de l’équipe Carrera Jeans-Tassoni, devant Fernando Escartín et Pedro Delgado.
Quelques jours après avoir terminé la Vuelta, il a été rapporté qu'Abraham Olano a été testé positif à la caféine lors de la première étape qu'il avait remporté. Cela a été confirmé par la contre analyse et il perdit sa victoire, qui est revenu à Alex Zülle et a été pénalisé de 10 minutes au général.

## Étapes
| Étape | Date         | Parcours                                                    | km    | Vainqueur d’étape        | Leader du classement général |
| ----- | ------------ | ----------------------------------------------------------- | ----- | ------------------------ | ---------------------------- |
| 1     | 8 septembre  | L'Hospitalet de Llobregat – L'Hospitalet de Llobregat (clm) | 5,9   | Alex Zülle (SUI)         | Abraham Olano (ESP)          |
| 2     | 9 septembre  | L'Hospitalet de Llobregat – La Sénia                        | 233,9 | Simone Biasci (ITA)      | Abraham Olano (ESP)          |
| 3     | 10 septembre | Santa Bàrbara – Barcelone                                   | 217,5 | Simone Biasci (ITA)      | Abraham Olano (ESP)          |
| 4     | 11 septembre | Lleida – Boí-Taüll                                          | 166,7 | Claudio Chiappucci (ITA) | Claudio Chiappucci (ITA)     |
| 5     | 12 septembre | Caldes de Boí - Lleida                                      | 188,1 | Laurent Jalabert (FRA)   | Claudio Chiappucci (ITA)     |
| 6     | 13 septembre | Martorell – Martorell                                       | 150,7 | Massimo Donati (ITA)     | Claudio Chiappucci (ITA)     |
| 7     | 14 septembre | Sant Feliu de Guíxols – Sant Feliu de Guíxols (clm)         | 15,6  | Aitor Garmendia (ESP)    | Claudio Chiappucci (ITA)     |

### 1reétape[3]
08-09-1994: L'Hospitalet de Llobregat, 5,9 km (clm):
|   | Cycliste            | Équipe     | Temps      |
| - | ------------------- | ---------- | ---------- |
| - | Abraham Olano (ESP) | Mapei-Clas | 7 min 05 s |
| 1 | Alex Zülle (SUI)    | ONCE       | + 6 s      |
| 2 | Erik Breukink (NED) | ONCE       | + 9 s      |

|   | Cycliste            | Équipe     | Temps      |
| - | ------------------- | ---------- | ---------- |
| - | Abraham Olano (ESP) | Mapei-Clas | 7 min 05 s |
| 1 | Alex Zülle (SUI)    | ONCE       | + 6 s      |
| 2 | Erik Breukink (NED) | ONCE       | + 9 s      |

### 2eétape[4]
09-09-1994: L'Hospitalet de Llobregat – La Sénia, 233,9 km :
|   | Cycliste               | Équipe                  | Temps           |
| - | ---------------------- | ----------------------- | --------------- |
| 1 | Simone Biasci (ITA)    | Mercatone Uno-Medeghini | 5 h 43 min 23 s |
| 2 | Stephen Swart (NZL)    | Motorola                | m. t.           |
| 3 | Santos Hernández (ESP) | ONCE                    | m. t.           |

|   | Cycliste            | Équipe     | Temps           |
| - | ------------------- | ---------- | --------------- |
| - | Abraham Olano (ESP) | Mapei-Clas | 5 h 50 min 32 s |
| 1 | Alex Zülle (SUI)    | ONCE       | + 6 s           |
| 2 | Erik Breukink (NED) | ONCE       | + 9 s           |

### 3eétape[5]
10-09-1994: Santa Bàrbara – Barcelone, 217,5 km :
|   | Cycliste            | Équipe                  | Temps           |
| - | ------------------- | ----------------------- | --------------- |
| 1 | Simone Biasci (ITA) | Mercatone Uno-Medeghini | 6 h 01 min 17 s |
| 2 | Àngel Edo (ESP)     | Kelme-Avianca           | m. t.           |
| 3 | Ján Svorada (SVK)   | Lampre-Panaria          | m. t.           |

|   | Cycliste            | Équipe     | Temps            |
| - | ------------------- | ---------- | ---------------- |
| - | Abraham Olano (ESP) | Mapei-Clas | 11 h 51 min 49 s |
| 1 | Alex Zülle (SUI)    | ONCE       | + 6 s            |
| 2 | Erik Breukink (NED) | ONCE       | + 9 s            |

### 4eétape[6]
11-09-1994: Lleida – Boí-Taüll, 166,7 km :
|   | Cycliste                 | Équipe                | Temps           |
| - | ------------------------ | --------------------- | --------------- |
| 1 | Claudio Chiappucci (ITA) | Carrera Jeans-Tassoni | 4 h 57 min 27 s |
| 2 | Pedro Delgado (ESP)      | Banesto               | m. t.           |
| 3 | Laudelino Cubino (ESP)   | Kelme-Avianca         | m. t.           |

|   | Cycliste                 | Équipe                | Temps            |
| - | ------------------------ | --------------------- | ---------------- |
| 1 | Claudio Chiappucci (ITA) | Carrera Jeans-Tassoni | 16 h 49 min 35 s |
| 2 | Pedro Delgado (ESP)      | Banesto               | + 2 s            |
| 3 | Fernando Escartín (ESP)  | Mapei-Clas            | + 10 s           |

### 5eétape[7]
12-09-1994: Caldes de Boí - Lleida, 188,1 km :
|   | Cycliste                | Équipe                | Temps           |
| - | ----------------------- | --------------------- | --------------- |
| 1 | Laurent Jalabert (FRA)  | ONCE                  | 4 h 32 min 06 s |
| 2 | Davide Bramati (ITA)    | Lampre-Panaria        | m. t.           |
| 3 | Samuele Schiavina (ITA) | Carrera Jeans-Tassoni | m. t.           |

|   | Cycliste                 | Équipe                | Temps            |
| - | ------------------------ | --------------------- | ---------------- |
| 1 | Claudio Chiappucci (ITA) | Carrera Jeans-Tassoni | 21 h 21 min 41 s |
| 2 | Pedro Delgado (ESP)      | Banesto               | + 2 s            |
| 3 | Fernando Escartín (ESP)  | Mapei-Clas            | + 10 s           |

### 6eétape[8]
13-09-1994: Martorell, 150,7 km :
|   | Cycliste                        | Équipe                  | Temps           |
| - | ------------------------------- | ----------------------- | --------------- |
| 1 | Massimo Donati (ITA)            | Mercatone Uno-Medeghini | 3 h 40 min 45 s |
| 2 | José Manuel García García (ESP) | Mapei-Clas              | m. t.           |
| 3 | Antonio Sánchez García (ESP)    | Artiach                 | + 2 s           |

|   | Cycliste                 | Équipe                | Temps            |
| - | ------------------------ | --------------------- | ---------------- |
| 1 | Claudio Chiappucci (ITA) | Carrera Jeans-Tassoni | 25 h 02 min 48 s |
| 2 | Pedro Delgado (ESP)      | Banesto               | + 2 s            |
| 3 | Fernando Escartín (ESP)  | Mapei-Clas            | + 10 s           |

### 7eétape[9]
14-09-1994: Sant Feliu de Guíxols, 15,6 km (clm):
|   | Cycliste                | Équipe  | Temps       |
| - | ----------------------- | ------- | ----------- |
| 1 | Aitor Garmendia (ESP)   | Banesto | 19 min 29 s |
| 2 | Orlando Rodrigues (POR) | Artiach | + 6 s       |
| 3 | Jesús Montoya (ESP)     | Banesto | + 13 s      |

|   | Cycliste                 | Équipe                | Temps            |
| - | ------------------------ | --------------------- | ---------------- |
| 1 | Claudio Chiappucci (ITA) | Carrera Jeans-Tassoni | 25 h 02 min 48 s |
| 2 | Fernando Escartín (ESP)  | Mapei-Clas            | + 21 s           |
| 3 | Pedro Delgado (ESP)      | Banesto               | + 30 s           |

## Classement général
|   | Cycliste                     | Équipe                  | Temps            |
| - | ---------------------------- | ----------------------- | ---------------- |
| 1 | Claudio Chiappucci (ITA)     | Carrera Jeans-Tassoni   | 25 h 22 min 31 s |
| 2 | Fernando Escartín (ESP)      | Mapei-Clas              | + 21 s           |
| 3 | Pedro Delgado (ESP)          | Banesto                 | + 30 s           |
| 4 | Wladimir Belli (ITA)         | Lampre-Panaria          | + 1 min 04 s     |
| 5 | Antonio Sánchez García (ESP) | Artiach                 | + 1 min 10 s     |
| - | Abraham Olano (ESP)          | Mapei-Clas              | + 1 min 29 s     |
| 6 | Johan Bruyneel (BEL)         | ONCE                    | + 1 min 37 s     |
| 7 | Erik Breukink (NED)          | ONCE                    | + 2 min 03 s     |
| 8 | Massimo Donati (ITA)         | Mercatone Uno-Medeghini | + 2 min 22 s     |
| 9 | Daniel Clavero (ESP)         | Artiach                 | + 2 min 25 s     |

## Classement de la montagne
|   | Cycliste                 | Équipe                     | Points    |
| - | ------------------------ | -------------------------- | --------- |
| 1 | José Manuel Uría (ESP)   | Deportpublic-Castellblanch | 59 Points |
| 2 | Claudio Chiappucci (ITA) | Carrera Jeans-Tassoni      | 36 Points |
| 3 | Daniel Clavero (ESP)     | Artiach                    | 34 Points |

## Classement des metas volantes
|   | Cycliste               | Équipe                     | Points |
| - | ---------------------- | -------------------------- | ------ |
| 1 | Stefano Cembali (ITA)  | Carrera Jeans-Tassoni      | 19     |
| 2 | Stefano Checchin (ITA) | Carrera Jeans-Tassoni      | 4      |
| 3 | José Manuel Uría (ESP) | Deportpublic-Castellblanch | 3      |

## Meilleure équipe
|   | Équipe     | Pays    | Temps            |
| - | ---------- | ------- | ---------------- |
| 1 | Artiach    | Espagne | 76 h 12 min 26 s |
| 2 | Banesto    | Espagne | + 54 s           |
| 3 | Mapei-Clas | Italie  | + 5 min 22 s     |